# Takashi Uchiyama
Takashi Uchiyama (jap. 内山高志 Uchiyama Takashi; ur. 10 listopada 1979 w Kasukabe) – japoński bokser, aktualny mistrz świata organizacji WBA w kategorii super piórkowej.

## Kariera amatorska
Jako amator był 3krotnie mistrzem Japonii w wadze lekkiej. W 2003 roku startował również na mistrzostwach świata w Bangkoku, gdzie w 1/8 finału pokonał go Gyula Káté.

## Kariera zawodowa
Jako zawodowiec zadebiutował 16 lipca 2005 roku. W debiucie znokautował w pierwszej rundzie Chandeta Sithramkamhaenga. Do końca 2009 roku stoczył kolejnych 12 wygranych walk, z których 9 zakończył przed czasem, zdobywając pas OPBF w wadze super piórkowej, który pięciokrotnie obronił.
11 stycznia 2010 roku dostał szansę walki o pas WBA w wadze super piórkowej. Jego rywalem był Juan Carlos Salgado, dla którego była to pierwsza obrona. Uchiyama niespodziewanie zwyciężył przez techniczny nokaut w dwunastej rundzie i zdobył pas. 17 maja przystąpił do pierwszej obrony. Za rywala miał Wenezuelczyka Angela Granadosa. Uchiyama zwyciężył przez TKO w 6 rundzie, gdy sędzia przerwał walkę po nokdaunie Granadosa. 20 września w drugiej obronie, jego rywalem był Roy Mukhlis, który przegrał przez TKO w 5 rundzie.
31 stycznia 2011 roku w następnej obronie zmierzył się z Takashim Miurą. Pretendent radził sobie dzielnie, posyłając nawet w trzeciej rundzie na deski Uchiyamę, ale walka została w przerwana w 8 rundzie z powodu kontuzji oka pretendenta. 31 grudnia 2011 roku w trzeciej obronie pasa zmierzył się z Meksyakninem Jorge Solisem. Uchiyama zwyciężył przez nokaut w jedenastej rundzie, ciężko nokautując Solisa.
16 lipca 2012 roku w kolejnej obronie pasa zremisował z Michaelem Farenasem. Walka została przerwana w trzeciej rundzie i przez kontuzję, która powstała na skutek zderzenia głowami i uniemożliwiała Filipińczykowi dalszą walkę. 31 grudnia zmierzył się z tymczasowym mistrzem WBA, Bryanem Vázquezem. W początkowych rundach to pięściarz z Kostaryki dominował, nieraz zaskakując Japończyka. W ósmej rundzie sędzia przerwał pojedynek i ogłosił zwycięstwo Japończyka przez TKO w ósmej rundzie. 6 maja 2013 r., Uchiyama przystąpił do szóstej obrony tytułu, mając za rywala niepokonanego Wenezuelczyka Jaidera Parrę. Po dość wyrównanym początku, Japończyk przejął kontrolę nad pojedynkiem, a w piątej rundzie znokautował Parrę ciosem na korpus.
6 maja 2015 w Tokio znokautował w drugiej rundzie Taja Yomthonga Chuwatanę (9-1, 4 KO), bronąc dziesiąta tytułu WBA Super.
31 grudnia 2015 w Tokio w kolejnej obronie wygrał w trzeciej rundzie Olivera Floresa (27-2-2, 17 KO) z Nikaragui.